# Palmeria hypotephra
Palmeria hypotephra är en tvåhjärtbladig växtart som först beskrevs av Ferdinand von Mueller, och fick sitt nu gällande namn av Karel Domin. Palmeria hypotephra ingår i släktet Palmeria och familjen Monimiaceae. Inga underarter finns listade i Catalogue of Life.